# Río (Chavaga)
Río (llamada oficialmente Ríos) es una aldea española situada en la parroquia de Chavaga, del municipio de Monforte de Lemos, en la provincia de Lugo, Galicia.

## Localización
Se encuentra a una altitud de 353 metros sobre el nivel del mar, junto a la línea ferroviaria León-La Coruña y la carretera LU-933.

## Demografía
| Gráfica de evolución demográfica de Río entre 2000 y 2022 |
|                                                           |
| Datos según el nomenclátor publicado por el INE.          |